# شالو (أغنية)

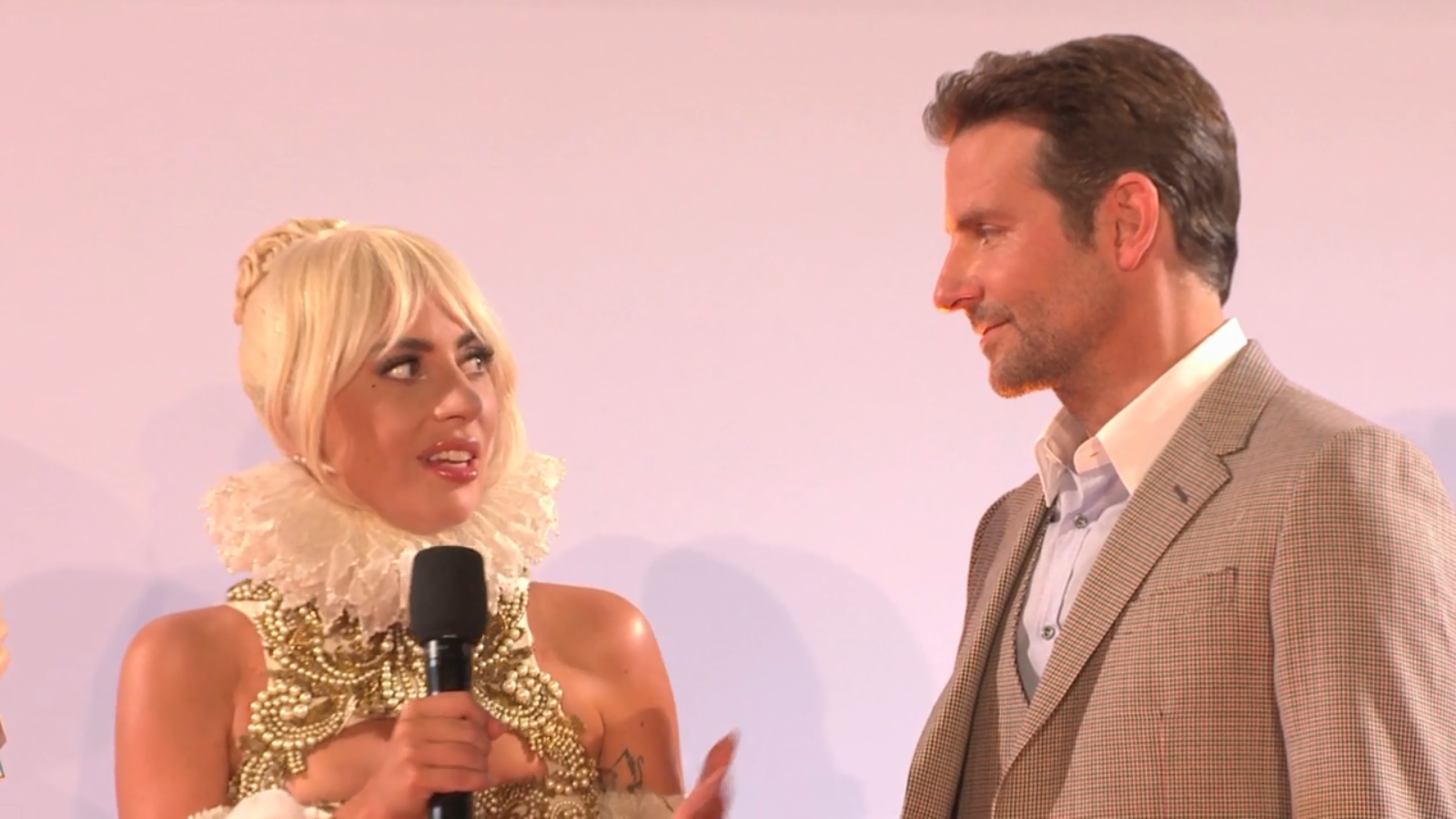
لايدي غاغا مغنية أمريكية، وبرادلي كوبر ممثل ومخرج أمريكي.

أغنية «شالو» هي من غناء كل من المغنية الأمريكية لايدي غاغا والممثل والمخرج الأمريكي برادلي كوبر. صدرت بواسطة تسجيلات إنترسكوب بتاريخ 27 سبتمبر 2018 بوصفها أغنية رئيسية ضمن موسيقى فيلم الدراما الرومانسية والموسيقي «نجم يولد» (A star is born).
كتبت غاغا أغنية «شالو» مع أندرو وايت، أنتوني روسوماندو ومارك رونسون، وأنتجتها غاغا مع بنيامين رايس. تكررت الأغنية 3 مرات على مدار الفيلم، أبرزها في المشهد حين دعا جاكسون (كوبر) آلي (غاغا) لتؤدي الأغنية معه على خشبة المسرح. صورت المشهد بحضور جماهيري في المسرح اليوناني في لوس أنجلس.
أغنية «شالو» هي لحظة محورية في فيلم «نجم يولد»، لأنها تعبر عن المحادثات التي جرت بين آلي وجاكسون. وقد كتبتها غاغا من وجهة نظر الشخصية آلي باستعمال كلمات الأغنية الواعية ليتساءلوا معًا هل هم راضون عن هوياتهم. الأغنية من موسيقى الروك، إذ نجد أن كل من غاغا وكوبر يتبادلان المقاطع المفردة من الأغنية ويتجهان تدريجيًا نحو الجوقة النهائية مع ارتفاع في الطبقات الصوتية من قبل غاغا. يتخلل التسجيل صوت ضجيج الجمهور وتصفيقهم. عرضت غاغا الأغنية أول مرة في برنامج (DJ Zane Lowe's Beats 1) الإذاعي في أثناء إجراء مقابلة حول الفيلم. وصدر فيديو موسيقي مصاحب، يظهر شخصيتي غاغا وكوبر وهم يغنون أغنية «شالو» معًا على خشبة المسرح، يتخللها مشاهد من فيلم «نجم يولد».
تلقت أغنية «شالو» استحسانًا عالميًا من نقاد الموسيقى، الذين أشادوا بغناء غاغا والطبيعة الدرامية لتكوين كلمات الأغنية وطريقة كتابتها. من الناحية التجارية، تصدرت الأغنية القوائم في أكثر من عشرين دولة ووصلت إلى المراكز العشرة الأولى في أماكن أخرى. وحصلت على العديد من الجوائز، متضمنةً الأوسكار لأفضل أغنية أصلية، وجائزة جولدن جلوب لأفضل أغنية أصلية، وجائزة البافتا لأفضل موسيقى لفيلم، وجائزة النقاد لأفضل أغنية. وحصلت على أربعة ترشيحات لجائزة جرامي، تضمنت سجل العام وأغنية العام، وفازت بجائزة أفضل أداء زوجي/فرقة لأغنية من موسيقى البوب، وأفضل أغنية مكتوبة لوسائل الإعلام المرئية. اعتبارًا من مايو 2021،  كانت الأغنية رقم 24 في قائمة أكثر الأغاني بثًا على Spotify.